# Taraxacum chloroticum
Taraxacum chloroticum — вид квіткових рослин з родини айстрових (Asteraceae). Вид зростає в Європі: Данія, Швеція, Фінляндія, Німеччина, Польща; інтродукований до Англії, Уельсу; це багаторічна рослина помірних біомів.